# Mehmet Âkif Ersoy

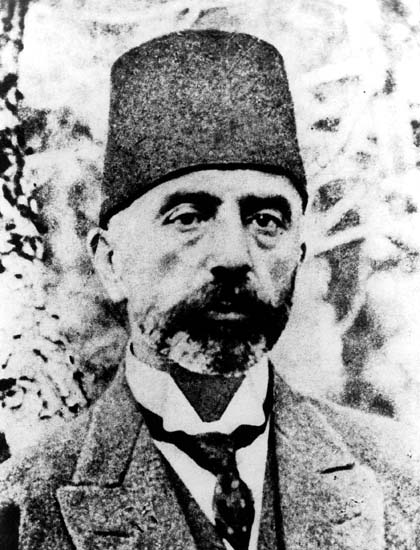
Mehmet Âkif Ersoy

Mehmet Âkif Ersoy (* 20. Dezember 1873 in Istanbul; † 27. Dezember 1936 ebenda) war ein osmanischer Dichter albanischer Herkunft. Er verfasste den Text der türkischen Nationalhymne, den „Unabhängigkeitsmarsch“ İstiklâl Marşı von Edgar Manas. Âkif Ersoy gilt als der Wegbereiter volkstümlicher türkischer Gedichte des 20. Jahrhunderts, in denen Alltagssprache und lyrischer Ausdruck miteinander verschmelzen.

## Leben
Sein Vater war albanischstämmig und stammte aus der Region des heutigen Kosovo im damaligen Osmanischen Reich. Seine Mutter hieß Emine Şerîfe. Ihre Familie stammte ursprünglich aus Buchara. In Shushice (im heutigen Kosovo), dem Geburtsort seines Vaters – von dem die Familie vertrieben wurde –, ist die Grundschule Shkolla Mehmet Akif Ersoy nach ihm benannt worden. Der ursprüngliche Nachname seines Vaters war Mulaj. Während seiner Schulzeit an der Mittelschule fiel er seinen Lehrern durch seine vielen Sprachkenntnisse in Türkisch, Arabisch, Persisch, Französisch und Albanisch auf. Als er an der Schule für Verwaltungswesen auf Gymnasialstufe studierte, beschäftigte er sich mit der Dichtkunst. Die Paarreimgedichte (Mesnevi), Gedichte, die er damals auf den Spuren seines Literaturlehrers schrieb, wurden positiv beurteilt. Er studierte von 1889 bis 1893 Veterinärwissenschaft an der Hochschule für Verwaltungswesen.
In seiner 20-jährigen Beamtenzeit als Veterinär beim Landwirtschaftsministerium konnte er während seiner Dienstreisen durch Thrakien, Anatolien und Arabien mit den Bauern nähere Beziehungen anknüpfen. Er veröffentlichte seine ersten Gedichte in einer Zeitung. 1906 und 1907 unterrichtete er an landwirtschaftlichen Schulen. 1908 wurde er zum Professor für Literaturwissenschaft ernannt. Nach der Publikation seiner ersten Gedichte ließ er zehn Jahre lang nichts veröffentlichen. Nach der Wiedereinführung der Verfassung 1908 veröffentlichte er in zwei Zeitschriften Schriften, Gedichte und Übersetzungen von ägyptisch-islamischen Dichtern.
Im Jahre 1913 unternahm er eine zweimonatige Reise nach Ägypten. Auf dem Rückweg machte er in Medina halt. Auf diesen Reisen formten sich seine Ansichten über die materielle Ausstattung, den Entwicklungsstand der islamischen Länder und ihre Schwächen gegenüber dem Westen. Am Ende des gleichen Jahres legte er seinen Dienst als stellvertretender Direktor beim Veterinäramt nieder und unterrichtete weiterhin Literatur. Bei seinem Eintritt in das Komitee für Einheit und Fortschritt (Ittihat ve Terakki Cemiyeti) schwor er, dass er nur diejenigen Befehle der Partei befolgen werde, die er für vernünftig hielt.
Während des Ersten Weltkrieges wurde er durch die Geheimorganisation seiner Partei Teşkilât-ı Mahsusa nach Berlin geschickt. Hier nahm er in deutschen Gefangenenlagern, die für islamische Gefangene gebaut worden waren, Untersuchungen vor. Den Verlauf des Dardanellenkrieges verfolgte er hier in den Nachrichten, die nach Berlin gelangten. Die westliche Zivilisation beeindruckte ihn sehr. In den letzten Jahren des Krieges bereiste er mit Ismail Hakkı Izmirli den Libanon. Nach seiner Rückkehr wurde er Generalsekretär an einer islamischen Institution. Nach einer Rede in Balıkesir zur Unterstützung der Nationalisten wurde er im Jahre 1920 von seinem Dienst bei dieser Institution entlassen.
Als die Istanbuler Regierung den Widerstand in Anatolien für ungesetzlich erklärte, führte Mehmet Akif seine Bemühungen fort, den Widerstand der Bevölkerung zu fördern. Eine seiner Freitagspredigten wurde in Diyarbakır vervielfältigt und im ganzen Land verteilt. Er wurde als Abgeordneter aus Burdur 1920 in die Große Nationalversammlung (TBMM) gewählt. Nachdem in einer ersten Wettbewerbsrunde für den Freiheitsmarsch-Text von 724 Gedichten keines angenommen wurde, schrieb er am 17. Februar 1921 den Text des Freiheitsmarsches İstiklâl Marşı, der vom Parlament am 12. März akzeptiert wurde. Nachdem 1923 die laizistische Türkische Republik gegründet worden war, entschied sich Mehmet Akif, der seine Winter in Ägypten verbrachte, dauerhaft in Ägypten zu leben. Ab 1926 war er dort Professor für Turkologie. Er erkrankte an Zirrhose und reiste für eine Klimaveränderung 1935 nach Libanon und 1936 nach Antakya. Mit dem Wunsch in seinem eigenen Land zu sterben, kehrte er in die Türkei zurück und starb in Istanbul.

## Bedeutung als Dichter

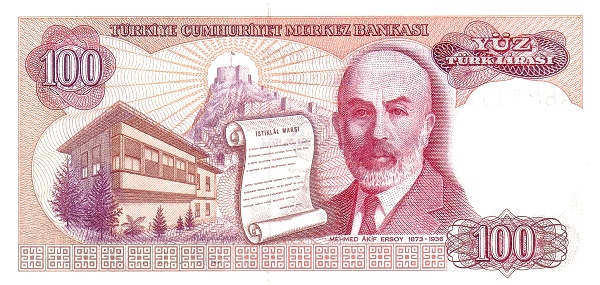
Mehmet Âkif Ersoy auf einer 100-Lira-Banknote

Das Werk Safahat (Phasen), das er mit 38 Jahren im Jahre 1911 veröffentlichte, weist auf eine unabhängige literarische Persönlichkeit hin. Trotzdem lassen sich in dem Werk Spuren von Tevfik Fikret finden. Mehmet Akif bekannte, dass er Lamartine, Alexandre Dumas und die französische Romantik genauso liebe wie Fuzuli und wählte die Geschichten in Gedichtform als seine Dichtungsart. Bestimmend für die geistige Entwicklung von Mehmet Akif ist hingegen der islamische Gedanke. Seine Gedichte lehnen sich an alltägliche Sprache an und scheinen deshalb leichtfertig hingeschrieben. Sie sind jedoch Ergebnis einer disziplinierten formalen Arbeit. Er bewältigte auf der einen Seite Aruz-Metrik, auf der anderen Seite achtete er auf die innere Musikalität des Gedichtes.
Mehmed Akif akzeptierte den Einfluss des Islam, die traditionellen Literaturen wie auch die westlichen Kulturwerte, wehrte sich aber dagegen, den Osten oder den Westen zu imitieren. Er war der Ansicht, dass die Literatur mit dem Land, in dem sie entsteht, verbunden sei und nur dadurch ihre Lebendigkeit gewinnen könne und dass sie eine bestimmte Funktion zu erfüllen habe, sonst sei sie ohne Wert. Mehmet Akif ist der erste Dichter in der türkischen Literatur, der in seinen Gedichten die armen Menschen mit ihrem wahren Gesicht zu Wort kommen lässt. Als innovativer Dichter versucht er, die negativen Wirkungen der maßlosen Erneuerungstendenzen seiner Zeit mit maßvollen Regeln im Gedicht zu begrenzen.

## Werke
Seine wichtigsten Werke sind:
- Safahat (Phasen), 1911
- Süleymaniye Kürsüsü (Rednerpult Süleymaniyes), 1911
- Hakkın Sesleri (Die Stimmen Gottes), 1912
- Fatih Kürsüsünde (An der Kanzel Fatihs), 1913
- Hatıralar (Erinnerungen), 1917
- Âsım, 1919
- Gölgeler (Schatten), 1923

## Zitate
- „Die Menschheit übertraf die Hyänen in ihrer Skrupellosigkeit; war ein Mensch wehrlos, fraßen ihn seine eigenen Geschwister.“ (aus Safahat)

- „O ihr Gläubigen, wisset, dass es im Islam keine Nationen gibt. Unser überaus großmütiger Prophet und Herr hat gesagt: ‚Wer die Spaltung in Stämme betreibt, gehört nicht zu uns.‘ Sollten einige von euch sich auf ihr Arabertum, einige auf ihr Albanertum, einige auf ihr Türkentum und wieder andere auf ihr Kurdentum berufen; und solltet ihr die Glaubensbrüderschaft vernachlässigen, die euch doch mit dem festesten aller Bande verbunden hat, dann gnade uns allen Gott!“ (Mehmet Akif, 1912; Sebilürreşâd)